# Green Moor
Green Moor – osada w Anglii, w hrabstwie ceremonialnym South Yorkshire, w dystrykcie metropolitalnym Barnsley. Leży 13 km na północny zachód od miasta Sheffield i 240 km na północny zachód od Londynu.